# Tithraustes nervosus
Tithraustes nervosus is een vlinder uit de familie van de tandvlinders (Notodontidae). De wetenschappelijke naam van de soort is voor het eerst geldig gepubliceerd in 1884 door H.Edwards.